# Kalmár András
Kalmár András (Budapest, 1929. június 29. – Budapest, 2004. december 25.) rendező.

## Életpályája
1947-ben Gertler Viktor Színiiskolájában tanult. 1947–1951 között a Színház- és Filmművészeti Főiskola színházrendező szakos hallgatója volt. 1953–1954-ben a Madách Színház rendezője, 1954–1955-ben a szolnoki Szigligeti Színház rendezője volt. 1955–1957 között az egri Gárdonyi Géza Színházban rendezett. 1957–1958 között az Állami Déryné Színházban dolgozott rendezőként. 1960–1962 között a Bartók Teremben rendezett. 1962–1964 között a Pécsi Nemzeti Színház rendezője volt. 1963-tól a Magyar Televízió rendezője, 1984–1989 között a szórakoztató főosztály vezetője volt. 1989-ben nyugdíjba vonult.

## Magánélete
Felesége Bod Teréz (1926–2000) színésznő volt. Nyugdíjas éveikben Budapesten éltek.
Mostohafia, ifj. Kalmár András (1951–2014) szintén operatőrként dolgozott a filmiparban, részt vett a Csepp Tv   létrehozásában.

## Színházi munkái

### Színészként
- Kisfaludy Károly: A kérők... Vilhelm
- Geyer: Gyertyafénykeringő... Sofőr

### Rendezőként
- Iszajev-Galics: Nem magánügy (1953)
- William Shakespeare: Tévedések vígjátéka (1954)
- Scribe: Egy pohár víz (1954)[3]
- Jacobi Viktor: Sybill (1954)
- William Shakespeare: A makrancos hölgy (1955)
- Dihovicsnij-Bogoszlovszkij: Nászutazás (1955)
- Gárdonyi Géza: Annuska (1955)
- Lehár Ferenc: Pacsirta (1956)
- Hellman: Álarc nélkül (1956)
- Leonov: Aranyhintó (1956)
- Szigligeti Ede: A mama (1956)
- Tabi László: A kalóz (1956)
- Kisfaludy Károly: A kérők (1956)
- Hervé: Nebáncsvirág (1956, 1964)
- Katona József: Bánk bán (1956)
- Geyer: Gyertyafénykeringő (1957)
- Kálmán Imre: Csárdáskirálynő (1957)
- Dumas: A kaméliás hölgy (1957)
- Csajkovszkij: A diadalmas asszony (1957)
- Dunajevszkij: Filmcsillag (1957)
- Arisztophanész: Vigyázat, béke! (1958)
- Martin du Gard: Furfangos örökös (1958)
- Kálmán Imre: Bajadér (1959, 1962)
- Szomory Dezső: Botrány az Ingeborg-koncerten (1959)
- Csehov: A dohányzás ártalmasságáról (1959)
- Szép Ernő: Kávécsarnok (1959)
- Karinthy Frigyes: Kísérleti módszer (1959)
- Schneidereit: Hotel Nevada (1959)
- May: Sziget elsejére kiadó! (1959)
- Kálmán Imre: A cigányprímás (1960)
- Jékely Zoltán: Mátyás király juhásza (1961, 1967)
- Hárs László: Meseországból jöttünk (1961)
- Gyárfás Miklós: Sláger a Globe Színházban (1961)
- Tardos Péter: Derűs öregek (1961)
- Képes Géza: Mese a halászlányról (1962)
- Sólyom László: Válóper másodfokon (1962)
- Fényes Szabolcs: Maya (1963)
- Hajdu Júlia: Füredi komédiások (1963)
- Ábrahám Pál: Hawaii rózsája (1963)
- Georges Feydeau: Osztrigás Mici (1964)
- Királyhegyi Pál: Könnyű kis gyilkosság (1964)
- Iszajev-Galics: Négyen pizsamában (1970)
- Gárdonyi Géza: Annuska (1985)

## Filmjei

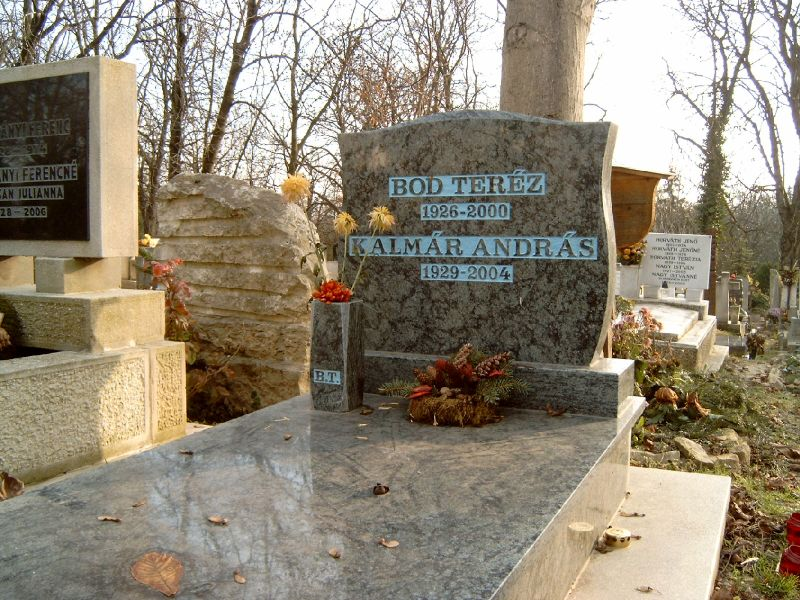
Bod Teréz és Kalmár András sírja a Farkasréti temetőben (25/V-1-72)

- Tudni illik, hogy mi illik… (1965)
- II. Fülöp (1967)
- Nebáncsvirág (1969)
- Egy férfi és egy nő (1970)
- Egy csók és más semmi (1975)
- A peleskei nótárius (1975)
- Lili bárónő (1975)
- Naftalin (1978)
- Futrinka utca (1979)
- Gazdag szegények (1980)
- Gulliver az óriások országában (1980)
- Irány Caracas (1981)
- Róza néni elintézi (1982)
- Zenés TV Színház (1982-1990)
- Három kövér (1983)
- Francia négyes (1985)
- Zsarumeló (1987)
- Gréti…! (egy kutya feljegyzései) (1986)
- Máz (1986)
- Csillagvitéz (1987)
- Szigorú idők (1988)
- Família Kft. (1991)
- Glamour (2000)